# Arial (lettertype)
Arial is een lettertype van het bedrijf Monotype dat bijgeleverd wordt bij diverse Microsoft-toepassingen, waaronder Microsoft Windows en Microsoft Office. Het lettertype lijkt veel op het lettertype Helvetica van Linotype, maar dit lettertype vond Microsoft te duur om kosteloos aan zijn producten toe te voegen. Daarom liet het bedrijf Arial ontwikkelen als goedkoop alternatief.
Arial is tegenwoordig een van de populairste schreefloze lettertypes ter wereld. In Microsoft Windows is het een standaardlettertype voor schreefloze tekst.